# Snytkalven
Snytkalven är en sjö i Norbergs kommun i Västmanland som ingår i Norrströms huvudavrinningsområde. Sjön är 5,3 meter djup, har en yta på 0,12 kvadratkilometer och befinner sig 89 meter över havet.
Snytkalven ligger omedelbart uppströms Snyten. Vid näset mellan sjöarna ligger byn Broarna.

## Delavrinningsområde
Snytkalven ingår i delavrinningsområde (665059-151157) som SMHI kallar för Utloppet av Snyten. Medelhöjden är 111 meter över havet och ytan är 23,54 kvadratkilometer. Räknas de 12 avrinningsområdena uppströms in blir den ackumulerade arean 241,91 kvadratkilometer. Snytsboån som avvattnar avrinningsområdet har biflödesordning 4, vilket innebär att vattnet flödar genom totalt 4 vattendrag innan det når havet efter 201 kilometer. Avrinningsområdet består mestadels av skog (76 procent). Avrinningsområdet har 3,11 kvadratkilometer vattenytor vilket ger det en sjöprocent på 13,2 procent.